# Valle Vista
Valle Vista est une census-designated place du comté de Riverside, dans l'État de Californie, aux États-Unis,. En 2020, elle compte une population de 16 194 habitants.